# Luo Shifang
Luo Shifang (en chino: 罗诗芳; Haitang, 4 de febrero de 2001) es una deportista china que compite en halterofilia.
Participó en los Juegos Olímpicos de París 2024, obteniendo una medalla de oro en la categoría de 59 kg. Ganó una medalla de oro en el Campeonato Mundial de Halterofilia de 2023, en la categoría de 59 kg.

## Palmarés internacional
| Juegos Olímpicos   | Juegos Olímpicos      | Juegos Olímpicos | Juegos Olímpicos |
| Año                | Lugar                 | Medalla          | Categoría        |
| ------------------ | --------------------- | ---------------- | ---------------- |
| 2024               | París (Francia)       | Medalla de oro   | 59 kg            |
| Campeonato Mundial |                       |                  |                  |
| Año                | Lugar                 | Medalla          | Categoría        |
| 2023               | Riad (Arabia Saudita) | Medalla de oro   | 59 kg            |